# بتی محمودی
بتی محمودی (به انگلیسی: Betty Mahmoody)، (زاده ۹ ژوئن ۱۹۴۵ در آلما، میشیگان)، پدیدآور و سخنران عمومی آمریکایی است که عمده شهرت او به‌خاطر نگارش کتاب بدون دخترم هرگز است. فیلم بدون دخترم هرگز (۱۹۹۱)، بر اساس این کتاب ساخته شده‌است. او رئیس و بنیان‌گذار یک جهان: برای کودکان است، سازمانی که باعث ترویج تفاهم در بین فرهنگ‌ها می‌شود و تلاش می‌کند تا امنیت و حراست از فرزندان حاصل از ازدواج‌های دو فرهنگی را تأمین کند.

## بدون دخترم هرگز
کتاب او، بدون دخترم هرگز، روایتی از تجربیات او از سفری به ایران مابین سال‌های ۱۹۸۴ تا ۱۹۸۶ است. زمانی که او برای سفری که به او قول داده شده بود که یک دیدار کوتاه باشد، به همراه همسر و دخترش، آلپنا، میشیگان را به مقصد ایران ترک کرد. او و دخترش در آنجا برخلاف میل خود نگه داشته شدند. فیلم بدون دخترم هرگز با بازی سالی فیلد، بر اساس این کتاب ساخته شده‌است.
مطابق با این کتاب، او و همسرش سید بزرگ محمودی و دخترشان مهتاب محمودی، در اوت سال ۱۹۸۴ به خاطر آنچه شوهرش گفته‌بود یک دیدار دو هفته‌ای با خانواده‌اش در تهران است، به ایران سفر کردند. اما با گذشت دو هفته، او به همسر و فرزندش اجازه بازگشت نداد. محمودی در دام افرادی که تحت تأثیر رسانه ها با آمریکایی‌ها رابطه خصمانه داشت، خانواده‌ای که با او برخوردی خصومت‌آمیز داشت و همسری که بد دهان بود گرفتار شد. طبق این کتاب، شوهرش در هفته‌های آخر او را از دخترش جدا کرد. همسرش همچنین به او حمله کرده و تهدید کرد که اگر سعی کند وی را ترک کند، او را خواهد کشت.
او سرانجام همراه دخترش فرار کرد. جزئیات این کتاب پیرامون فرار ۵۰۰ مایل (۸۰۰ کیلومتر) او به ترکیه، از مسیر کوه‌های برفی ایران، و بواسطه کمک‌های دریافتی از بسیاری از ایرانیان است. پس از بازگشت به آمریکا در سال ۱۹۸۶، بتی برای طلاق اقدام کرد و در سال ۱۹۸۹ به‌صورت رسمی از همسرش جدا شد.

## سایر کتاب‌ها
محمودی داستان‌هایی از والدین دیگری که همسران خارجی، آنها را از کودک خود جدا کرده‌اند، در کتاب برای عشق به کودک (۱۹۹۲) گردآوری کرده‌است.

## سید بزرگ محمودی
الکسیس کوروس برای مقابله با ادعاهای موجود در کتاب بتی، با همسر سابق محمودی، سید بزرگ محمودی همکاری کرد تا مستندی با عنوان بدون دخترم را بسازد. این مستند میزان نژادپرستی و اقدامات هیستریک ضدایرانی، که توسط رسانه‌ها در سال ۱۹۷۹ انجام شده را نشان می‌دهد.
در ۲۳ اوت ۲۰۰۹، سید بزرگ محمودی در ۷۰ سالگی، در تهران، ایران، درگذشت. خبرگزاری دولتی ایرنا به نقل از برادرزاده او مجید قدسی، گزارش داد که وی در بیمارستان، در اثر مشکلات کلیوی و عوارض دیگر درگذشت.

## زندگی شخصی
محمودی مانند دخترش مهتاب، یکی از اعضای مذهبی شورای کلیسای انجیل لوتری ویسکانسین است.